# Paris-Nisa 2023
Cursa Paris-Nisa 2023 a fost cea de a 81-a ediție a Cursei Paris-Nisa care s-a desfășurat în perioada 5-12 martie 20223 și a fost cea de a șasea cursă în UCI World Tour 2023.

## Echipe participante
Cum Paris-Nisa este un eveniment din cadrul Circuitului mondial UCI 2023, toate cele 18 echipe UCI World Teams au fost invitate automat și obligate să aibă o echipă în cursă. Patru echipe profesioniste continentale au primit wildcard.

### Echipe UCI World
| - AG2R Citroën Team - Alpecin–Deceuninck - Astana Qazaqstan Team - Arkéa-Samsic - Bora–Hansgrohe - Cofidis - EF Education–EasyPost - Groupama–FDJ - Ineos Grenadiers - Intermarché–Circus–Wanty - Movistar Team | - Soudal Quick-Step - Team Bahrain Victorious - Team Jayco–AlUla - Team DSM - Team Jumbo–Visma - Trek-Segafredo - UAE Team Emirates |  |

### Echipe continentale profesioniste UCI
| - Israel–Premier Tech - Lotto–Dstny | - Team TotalEnergies - Uno-X Pro Cycling Team |  |

## Etapele programate
| Etapa | Dată   | Start – Sosire                                         | type                 | Distanță (km) | Elevation (m) | Câștigător                | Liderul global      |
| ----- | ------ | ------------------------------------------------------ | -------------------- | ------------- | ------------- | ------------------------- | ------------------- |
| 1     | 5 mar  | La Verrière – La Verrière                              | etapă valonată       | 169,4         | 1.405 m       | Tim Merlier               | Tim Merlier         |
| 2     | 6 mar  | Bazainville – Fontainebleau                            | etapă de plat        | 163,7         | 815 m         | Mads Pedersen             | Mads Pedersen       |
| 3     | 7 mar  | Dampierre-en-Burly – Dampierre-en-Burly                | contratimp pe echipe | 32,2          | 146 m         | Jumbo-Visma               | Magnus Cort Nielsen |
| 4     | 8 mar  | Saint-Amand-Montrond – La Loge des Gardes              | etapă intermediară   | 164,7         | 2.470 m       | Tadej Pogačar             | Tadej Pogačar       |
| 5     | 9 mar  | Saint-Symphorien-sur-Coise – Saint-Paul-Trois-Châteaux | etapă valonată       | 212,4         | 1.958 m       | Olav Kooij                | Tadej Pogačar       |
| 6     | 10 mar | Tourves – La Colle-sur-Loup                            | etapă valonată       | 197,4         | 1.216 m       | cancellation of the stage | Tadej Pogačar       |
| 7     | 11 mar | Nisa – Col de la Couillole                             | etapă de munte       | 142,9         | 3.554 m       | Tadej Pogačar             | Tadej Pogačar       |
| 8     | 12 mar | Nisa – Nisa                                            | etapă de munte       | 118,4         | 2.465 m       | Tadej Pogačar             | Tadej Pogačar       |

## Etape

### Etapa 1
5 martie 2023 — La Verrière - La Verrière, 169,4 km (105,3 mi)
| Loc | Concurent           | Echipă             | Timp       |
| --- | ------------------- | ------------------ | ---------- |
| 1   | Tim Merlier         | Soudal Quick-Step  | 3h 50' 52" |
| 2   | Sam Bennett         | Bora–Hansgrohe     | +0"        |
| 3   | Mads Pedersen       | Trek-Segafredo     | +0"        |
| 4   | Olav Kooij          | Team Jumbo–Visma   | +0"        |
| 5   | Arnaud De Lie       | Lotto–Dstny        | +0"        |
| 6   | Michael Matthews    | Team Jayco–AlUla   | +0"        |
| 7   | Bryan Coquard       | Cofidis            | +0"        |
| 8   | Iván García Cortina | Movistar Team      | +0"        |
| 9   | Kaden Groves        | Alpecin–Deceuninck | +0"        |
| 10  | Arnaud Démare       | Groupama–FDJ       | +0"        |

| Loc | Concurent        | Echipă             | Timp       |
| --- | ---------------- | ------------------ | ---------- |
| 1   | Tim Merlier      | Soudal Quick-Step  | 3h 50' 52" |
| 2   | Sam Bennett      | Bora–Hansgrohe     | +4"        |
| 3   | Tadej Pogačar    | UAE Team Emirates  | +4"        |
| 4   | Mads Pedersen    | Trek-Segafredo     | +6"        |
| 5   | Pierre Latour    | Team TotalEnergies | +10"       |
| 6   | Dorian Godon     | AG2R Citroën Team  | +10"       |
| 7   | Olav Kooij       | Team Jumbo–Visma   | +10"       |
| 8   | Arnaud De Lie    | Lotto–Dstny        | +10"       |
| 9   | Michael Matthews | Team Jayco–AlUla   | +10"       |
| 10  | Bryan Coquard    | Cofidis            | +10"       |

### Etapa a 2-a
6 martie 2023 — Bazainville - Fontainebleau, 163,7 km (101,7 mi)
| Loc | Concurent           | Echipă                | Timp       |
| --- | ------------------- | --------------------- | ---------- |
| 1   | Mads Pedersen       | Trek-Segafredo        | 3h 28' 57" |
| 2   | Olav Kooij          | Team Jumbo–Visma      | +0"        |
| 3   | Magnus Cort         | EF Education–EasyPost | +0"        |
| 4   | Daniel McLay        | Arkéa-Samsic          | +0"        |
| 5   | Lionel Taminiaux    | Lotto–Dstny           | +0"        |
| 6   | Michael Matthews    | Team Jayco–AlUla      | +0"        |
| 7   | Marijn van den Berg | EF Education–EasyPost | +0"        |
| 8   | Cees Bol            | Astana Qazaqstan Team | +0"        |
| 9   | Alexis Renard       | Cofidis               | +0"        |
| 10  | Arnaud Démare       | Groupama–FDJ          | +0"        |

| Loc | Concurent            | Echipă                | Timp       |
| --- | -------------------- | --------------------- | ---------- |
| 1   | Mads Pedersen        | Trek-Segafredo        | 7h 19' 35" |
| 2   | Tadej Pogačar        | UAE Team Emirates     | +2"        |
| 3   | Tim Merlier          | Soudal Quick-Step     | +4"        |
| 4   | Olav Kooij           | Team Jumbo–Visma      | +8"        |
| 5   | Sam Bennett          | Bora–Hansgrohe        | +8"        |
| 6   | Michael Matthews     | Team Jayco–AlUla      | +10"       |
| 7   | Magnus Cort          | EF Education–EasyPost | +10"       |
| 8   | Pierre Latour        | Alpecin–Deceuninck    | +10"       |
| 9   | Dorian Godon         | AG2R Citroën Team     | +12"       |
| 10  | Nathan Van Hooydonck | Team Jumbo–Visma      | +12"       |

### Etapa a 3-a
7 martie 2023 — Dampierre-en-Burly - Dampierre-en-Burly, 32,2 km (20,0 mi) (contratimp pe echipe)
| Loc | Echipă                  | Timp    |
| --- | ----------------------- | ------- |
| 1   | Team Jumbo–Visma        | 33' 55" |
| 2   | EF Education–EasyPost   | +1"     |
| 3   | Team Jayco–AlUla        | +4"     |
| 4   | Groupama–FDJ            | +14"    |
| 5   | UAE Team Emirates       | +23"    |
| 6   | Bora–Hansgrohe          | +25"    |
| 7   | Soudal Quick-Step       | +39"    |
| 8   | Trek-Segafredo          | +45"    |
| 9   | Team Bahrain Victorious | +47"    |
| 10  | Ineos Grenadiers        | +0"     |

| Loc | Concurent            | Echipă                | Timp       |
| --- | -------------------- | --------------------- | ---------- |
| 1   | Magnus Cort          | EF Education–EasyPost | 7h 53' 41" |
| 2   | Nathan Van Hooydonck | Team Jumbo–Visma      | +1"        |
| 3   | Michael Matthews     | Team Jayco–AlUla      | +3"        |
| 4   | Jan Tratnik          | Team Jumbo–Visma      | +3"        |
| 5   | Jonas Vingegaard     | Team Jumbo–Visma      | +3"        |
| 6   | Simon Yates          | Team Jayco–AlUla      | +7"        |
| 7   | Neilson Powless      | EF Education–EasyPost | +8"        |
| 8   | Tobias Foss          | Team Jumbo–Visma      | +10"       |
| 9   | Kelland O'Brien      | Team Jayco–AlUla      | +11"       |
| 10  | Tadej Pogačar        | UAE Team Emirates     | +14"       |

### Etapa a 4-a
8 martie 2023 — Saint-Amand-Montrond - La Loge des Gardes, 164,7 km (102,3 mi)
| Loc | Concurent              | Echipă                  | Timp       |
| --- | ---------------------- | ----------------------- | ---------- |
| 1   | Tadej Pogačar          | UAE Team Emirates       | 4h 01' 17" |
| 2   | David Gaudu            | Groupama–FDJ            | +1"        |
| 3   | Gino Mäder             | Team Bahrain Victorious | +34"       |
| 4   | Aurélien Paret-Peintre | AG2R Citroën Team       | +42"       |
| 5   | Kévin Vauquelin        | Arkéa–Samsic            | +43"       |
| 6   | Jonas Vingegaard       | Team Jumbo–Visma        | +43"       |
| 7   | Romain Bardet          | Team DSM                | +51"       |
| 8   | Daniel Martínez        | Ineos Grenadiers        | +51"       |
| 9   | Simon Yates            | Team Jayco–AlUla        | +51"       |
| 10  | Matteo Jorgenson       | Movistar Team           | +51"       |

| Loc | Concurent        | Echipă                  | Timp        |
| --- | ---------------- | ----------------------- | ----------- |
| 1   | Tadej Pogačar    | UAE Team Emirates       | 11h 55' 00" |
| 2   | David Gaudu      | Groupama–FDJ            | +10"        |
| 3   | Jonas Vingegaard | Team Jumbo–Visma        | +44"        |
| 4   | Simon Yates      | Team Jayco–AlUla        | +56"        |
| 5   | Gino Mäder       | Team Bahrain Victorious | +1' 19"     |
| 6   | Romain Bardet    | Team DSM                | +1' 40"     |
| 7   | Daniel Martínez  | Ineos Grenadiers        | +1' 40"     |
| 8   | Matteo Jorgenson | Movistar Team           | +1' 42"     |
| 9   | Neilson Powless  | EF Education–EasyPost   | +1' 44"     |
| 10  | Matteo Sobrero   | Team Jayco–AlUla        | +1' 54"     |

### Etapa a 5-a
9 martie 2023 — Saint-Symphorien-sur-Coise - Saint-Paul-Trois-Châteaux, 212,4 km (132,0 mi)
| Loc | Concurent      | Echipă                   | Timp       |
| --- | -------------- | ------------------------ | ---------- |
| 1   | Olav Kooij     | Team Jumbo–Visma         | 5h 59' 54" |
| 2   | Mads Pedersen  | Trek–Segafredo           | +0"        |
| 3   | Tim Merlier    | Soudal–Quick-Step        | +0"        |
| 4   | Matteo Trentin | UAE Team Emirates        | +0"        |
| 5   | Max Kanter     | Movistar Team            | +0"        |
| 6   | Bryan Coquard  | Cofidis                  | +0"        |
| 7   | Sam Bennett    | Bora–Hansgrohe           | +51"       |
| 8   | Arne Marit     | Intermarché–Circus–Wanty | +0"        |
| 9   | Hugo Page      | Intermarché–Circus–Wanty | +0"        |
| 10  | Cees Bol       | Astana Qazaqstan Team    | +0"        |

| Loc | Concurent        | Echipă                  | Timp        |
| --- | ---------------- | ----------------------- | ----------- |
| 1   | Tadej Pogačar    | UAE Team Emirates       | 17h 14' 52" |
| 2   | David Gaudu      | Groupama–FDJ            | +6"         |
| 3   | Jonas Vingegaard | Team Jumbo–Visma        | +46"        |
| 4   | Simon Yates      | Team Jayco–AlUla        | +58"        |
| 5   | Gino Mäder       | Team Bahrain Victorious | +1' 21"     |
| 6   | Romain Bardet    | Team DSM                | +1' 42"     |
| 7   | Daniel Martínez  | Ineos Grenadiers        | +1' 42"     |
| 8   | Matteo Jorgenson | Movistar Team           | +1' 44"     |
| 9   | Neilson Powless  | EF Education–EasyPost   | +1' 46"     |
| 10  | Matteo Sobrero   | Team Jayco–AlUla        | +1' 56"     |

### Etapa a 6-a
10 martie 2023 — Tourves - La Colle-sur-Loup, 197,4 km (122,7 mi)
Etapa a fost anulată din cauza vântului puternic din zonă.

### Etapa a 7-a
11 martie 2023 — Nisa - Col de la Couillole, 142,9 km (88,8 mi)
| Loc | Concurent        | Echipă                  | Timp       |
| --- | ---------------- | ----------------------- | ---------- |
| 1   | Tadej Pogačar    | UAE Team Emirates       | 3h 56' 08" |
| 2   | David Gaudu      | Groupama–FDJ            | +2"        |
| 3   | Jonas Vingegaard | Team Jumbo–Visma        | +6"        |
| 4   | Simon Yates      | Team Jayco–AlUla        | +19"       |
| 5   | Neilson Powless  | EF Education–EasyPost   | +24"       |
| 6   | Gino Mäder       | Team Bahrain Victorious | +28"       |
| 7   | Romain Bardet    | Team DSM                | +30"       |
| 8   | Pavel Sivakov    | Ineos Grenadiers        | +38"       |
| 9   | Matteo Jorgenson | Movistar Team           | +38"       |
| 10  | Pierre Latour    | Team TotalEnergies      | +53"       |

| Loc | Concurent        | Echipă                  | Timp        |
| --- | ---------------- | ----------------------- | ----------- |
| 1   | Tadej Pogačar    | UAE Team Emirates       | 21h 10' 50" |
| 2   | David Gaudu      | Groupama–FDJ            | +12"        |
| 3   | Jonas Vingegaard | Team Jumbo–Visma        | +58"        |
| 4   | Simon Yates      | Team Jayco–AlUla        | +1' 27"     |
| 5   | Gino Mäder       | Team Bahrain Victorious | +1' 59"     |
| 6   | Neilson Powless  | EF Education–EasyPost   | +2' 20"     |
| 7   | Romain Bardet    | Team DSM                | +2' 22"     |
| 8   | Matteo Jorgenson | Movistar Team           | +2' 32"     |
| 9   | Pavel Sivakov    | Ineos Grenadiers        | +3' 08"     |
| 10  | Pierre Latour    | Team TotalEnergies      | +3' 17"     |

### Etapa a 8-a
12 martie 2023 — Nisa - Nisa, 118,4 km (73,6 mi)
| Loc | Concurent        | Echipă                  | Timp       |
| --- | ---------------- | ----------------------- | ---------- |
| 1   | Tadej Pogačar    | UAE Team Emirates       | 2h 51' 02" |
| 2   | Jonas Vingegaard | Team Jumbo–Visma        | +33"       |
| 3   | David Gaudu      | Groupama–FDJ            | +33"       |
| 4   | Simon Yates      | Team Jayco–AlUla        | +33"       |
| 5   | Matteo Jorgenson | Movistar Team           | +33"       |
| 6   | Neilson Powless  | EF Education–EasyPost   | +43"       |
| 7   | Pavel Sivakov    | Ineos Grenadiers        | +43"       |
| 8   | Romain Bardet    | Team DSM                | +43"       |
| 9   | Jack Haig        | Team Bahrain Victorious | +43"       |
| 10  | Gino Mäder       | Team Bahrain Victorious | +43"       |

| Loc | Concurent        | Echipă                  | Timp        |
| --- | ---------------- | ----------------------- | ----------- |
| 1   | Tadej Pogačar    | UAE Team Emirates       | 24h 01' 38" |
| 2   | David Gaudu      | Groupama–FDJ            | +53"        |
| 3   | Jonas Vingegaard | Team Jumbo–Visma        | +1' 39"     |
| 4   | Simon Yates      | Team Jayco–AlUla        | +2' 14"     |
| 5   | Gino Mäder       | Team Bahrain Victorious | +2' 56"     |
| 6   | Neilson Powless  | EF Education–EasyPost   | +3' 17"     |
| 7   | Romain Bardet    | Team DSM                | +3' 19"     |
| 8   | Matteo Jorgenson | Movistar Team           | +3' 19"     |
| 9   | Pavel Sivakov    | Ineos Grenadiers        | +4' 05"     |
| 10  | Jack Haig        | Team Bahrain Victorious | +4' 56"     |

## Legături externe
- en Site web oficial
- Paris-Nisa 2023 – ProCyclingStats